# Rohozná u Jihlavy
Rohozná (deutsch Rohosna) ist eine Gemeinde in Tschechien. Sie liegt 14 Kilometer südwestlich von Jihlava und gehört zum Okres Jihlava.

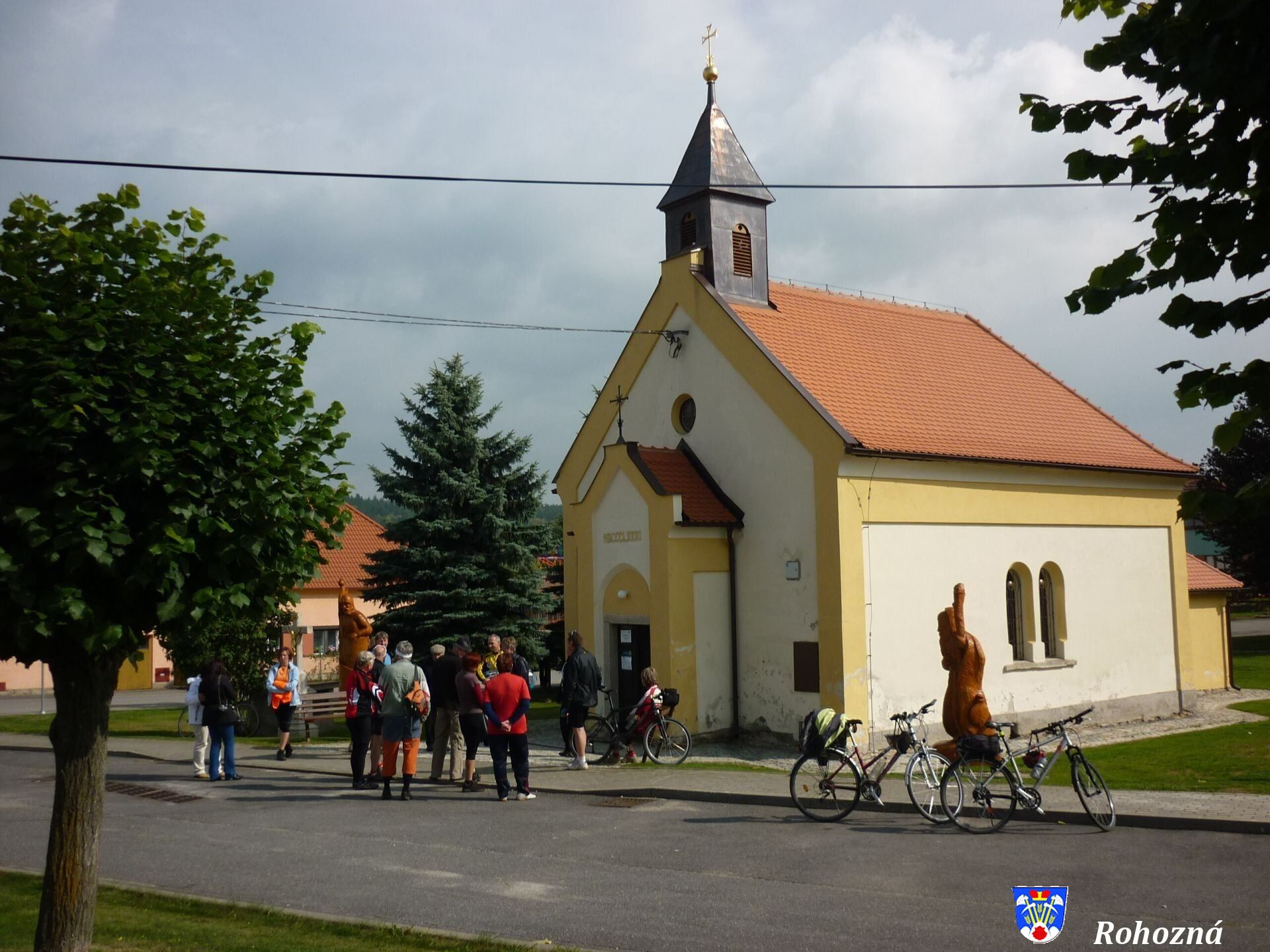
Dorfplatz mit Kapelle

## Geographie
Rohozná befindet sich rechtsseitig des gleichnamigen Flüsschens Rohozná am Rande des Naturparks Čeřínek in der Böhmisch-Mährischen Höhe. Nördlich erhebt sich der 714 m hohe Čertův hrádek und im Nordosten die Přední skála (712 m).
Nachbarorte sind Dolní Hutě im Norden, Hutě und Cejle im Nordosten, Dolní Cerekev im Osten, Familie und Spělov im Südosten, Batelov im Süden, Bezděčín und Zadní Pole im Südwesten, Těšenov im Westen sowie Kopaniny, Sedlíšťky und Šance im Nordwesten.

## Geschichte
Die erste urkundliche Erwähnung von Rohozná stammt aus dem Jahre 1209. Der Ort hatte seine größte Blütezeit im 13. Jahrhundert durch den Silberbergbau und war zu dieser Zeit ausschließlich von Deutschen bewohnt.
Rohozná war das größte und reichste Dorf der Herrschaft Pelhřimov, die Adam Říčanský von Říčany im 16. Jahrhundert an Jan Trčka von Lípa verkaufte. Zu Beginn des 17. Jahrhunderts brach eine Pestepidemie aus, an der fast alle Bewohner verstarben. Die wenigen Überlebenden, die nach Pelhřimov geflohen waren, mussten bei den Bürgern der Stadt für ihre Unterkunft und Kost teuer bezahlen, so dass die Stadt auf diese Weise zu umfangreichem Waldbesitz einschließlich der Glashütten und Bergwerke von Rohozná gelangte. Davon erholte sich der Ort nie wieder.
Rohozná ist derzeit einer der möglichen Standorte für ein nukleares Endlager in Tschechien. Eine diesbezügliche Entscheidung soll bis 2025 getroffen werden.

## Gemeindegliederung
Für die Gemeinde Rohozná sind keine Ortsteile ausgewiesen. Zu Rohozná gehören die Ansiedlungen Kopaniny, Šance, Sedlíšťky und Familie.

## Sehenswürdigkeiten
- Kapelle des Hl. Wenzel am Dorfplatz, erbaut 1881, hier findet jährlich die St.-Wenzels-Wallfahrt statt.
- Naturdenkmal Čertův Hrádek
- Naturdenkmal Přední skála